# Municipio de Sipacapa
Municipio de Sipacapa är en kommun i Guatemala.   Den ligger i departementet Departamento de San Marcos, i den västra delen av landet, 140 km nordväst om huvudstaden Guatemala City.